# 樺山三円
樺山 三円（かばやま さんえん、生没年未詳）は、江戸時代末期（幕末）の薩摩藩士。諱名は資之、通名は瀬吉郎。

## 経歴
藩主島津斉彬の茶坊主として機密の用を務める傍ら、同時期に江戸に出た有村俊斎、大山格之助、税所篤ら藩内の改革派と親交を深める。水戸藩の藤田東湖、戸田蓬軒らの影響を受け、安政元年（1854年）には出府した西郷吉之助を藤田に引き合わせた。同6年（1859年）には薩摩精忠組に加入。桜田門外の変の計画にも当初関与するが、決行には加わらず帰国し、以後は主に在国にて他藩との連絡活動に従事した。文久元年（1861年）江戸において、武市瑞山、久坂玄瑞らと会見したのもその一端であり、薩摩、長州、水戸、土佐各藩の藩士間の相互提携に貢献した。

## 登場作品
テレビドラマ
- 『翔ぶが如く』（1990年、NHK大河ドラマ　演:吉岡祐一）
- 『龍馬伝』（2010年、NHK大河ドラマ　演:山崎画大）